# Ophiomyia vignivora
Ophiomyia vignivora este o specie de muște din genul Ophiomyia, familia Agromyzidae, descrisă de Spencer în anul 1973.
Este endemică în Pakistan. Conform Catalogue of Life specia Ophiomyia vignivora nu are subspecii cunoscute.